# Hapoel Tel Aviv BC
Hapoel Tel Aviv (Hebreeuws: הפועל תל אביב) is een professionele basketbalclub uit Tel Aviv, Israël. De club komt uit in de Israeli Super League (De hoogste divisie van het Israëlische basketbal), en de Israeli State Cup.

## Geschiedenis
Hapoel Tel Aviv werd opgericht in 1935. Ze spelen hun thuiswedstrijden in de Kvuzat Shlomo Arena. Hapoel betekent de arbeider in het Hebreeuws. De Hapoelclubs zijn traditioneel verbonden aan de algemene vakbond (Histadroet). Alle teams gebruiken rood (eventueel met combinaties) als huiskleur. In 1996 en 1997 won Hapoel de State Cup. De rivaal van Hapoel in stadgenoot Maccabi Elite Tel Aviv. Maccabi heeft Hapoel vele male dwars gezeten om de strijd om het landskampioenschap. Hapoel werd vijf keer landskampioen en won vier keer de beker. Ze werden maar liefst twintig keer tweede om het landskampioenschap, vaak achter Maccabi. Ook verloren ze twaalf keer de bekerfinale. In 2025 won de club de EuroCup door in de finale Dreamland Gran Canaria uit Spanje met 2-0 te winnen.

## Erelijst
- Landskampioen Israël: 5
  - Winnaar: 1960, 1961, 1965, 1966, 1969
  - Tweede: 1957, 1958, 1959, 1963, 1964, 1967, 1968, 1970, 1971, 1979, 1980, 1985, 1987, 1988, 1989, 1992, 1993, 1994, 2004, 2005, 2023, 2024 (22)

- Bekerwinnaar Israël: 4
  - Winnaar: 1962, 1969, 1984, 1993
  - Runner-up: 1956, 1958, 1963, 1964, 1965, 1966, 1970, 1976, 1977, 1978, 1983, 1994, 2022 (13)

- League Cup Israël:
  - Runner-up: 2022

- EuroCup: 1 
  - Winnaar: 2025

## Bekende (oud)-spelers
| - Haim Hazan - Zvi Lubezki - Rami Gutt - Gershon Dekel - Danny Bracha - Pinchas Hozez - Miki Berkovich - Noam Hasson | - - Mark Torenshine - - Barry Leibowitz - Reggie Upshaw - Demitrius Conger - Talor Battle - James Young - Hervé Lamizana |

## Bekende (oud)-coaches
- Arik Shivek (2001-2002)
- Uri Shelef (2007-2009)
- Sharon Avrahami (2009-2011)
- Erez Edelstein (2011-2014)
- Oded Katash (2014-2015)
- Sharon Avrahami (2015-2017)
- Rami Hadar (2017)
- Roy Hagai (2017)
- Danny Franco (2017-2019)
- Dimitrios Itoudis (2024-heden)